# 김유리 (가수)
김유리(1997년 ~ )는 대한민국의 가수다. 2023년 싱글 《한계령》으로 데뷔했다.

## 방송
- 전국노래자랑 (2020) - 예산군 편 최우수상
- 트로트의 민족 (2020) - Top80
- 헬로트로트 (2021)

## 음반
- 한계령 (2023)

## 수상
- 제천박달가요제 대상

## 별명
- 예산의 딸